# Thirteen (альбом Megadeth)
Thirteen (стилизованное написание — «TH1RT3EN») — тринадцатый студийный альбом американской треш-метал-группы Megadeth. Релиз состоялся 1 ноября 2011 в Северной Америке и 26 октября в Японии, он стал третьим и последним альбомом группы, записанным на лейбле Roadrunner Records.
Thirteen первый альбом Megadeth после The World Needs a Hero, в записи которого принял участие басист Дэвид Эллефсон. Диск дебютировал на 11-м месте американского чарта Billboard 200.

## Список композиций
| №                   | Название                      | Текст песни          | Музыка                                   | Длительность |
| ------------------- | ----------------------------- | -------------------- | ---------------------------------------- | ------------ |
| 1.                  | «Sudden Death»                | Dave Mustaine        | Mustaine                                 | 5:09         |
| 2.                  | «Public Enemy No. 1»          | Mustaine, Johnny K   | Mustaine, Johnny K                       | 4:15         |
| 3.                  | «Whose Life (Is It Anyways?)» | Mustaine             | Mustaine                                 | 3:50         |
| 4.                  | «We the People»               | Mustaine, Johnny K   | Mustaine, Johnny K                       | 4:33         |
| 5.                  | «Guns, Drugs, & Money»        | Mustaine, Johnny K   | Mustaine, Johnny K                       | 4:19         |
| 6.                  | «Never Dead»                  | Mustaine             | Mustaine                                 | 4:32         |
| 7.                  | «New World Order»             | Mustaine, Nick Menza | Mustaine, David Ellefson, Marty Friedman | 3:56         |
| 8.                  | «Fast Lane»                   | Mustaine, Johnny K   | Mustaine, Johnny K                       | 4:04         |
| 9.                  | «Black Swan»                  | Mustaine             | Mustaine                                 | 4:10         |
| 10.                 | «Wrecker»                     | Mustaine             | Mustaine                                 | 3:51         |
| 11.                 | «Millennium of the Blind»     | Mustaine, Johnny K   | Mustaine, Friedman, Johnny K             | 4:15         |
| 12.                 | «Deadly Nightshade»           | Mustaine             | Mustaine                                 | 4:55         |
| 13.                 | «13»                          | Mustaine, Johnny K   | Mustaine, Johnny K                       | 5:53         |
| Общая длительность: | Общая длительность:           | Общая длительность:  | Общая длительность:                      | 57:30        |

| №   | Название                    | Автор(ы)           | Длительность |
| --- | --------------------------- | ------------------ | ------------ |
| 14. | «Public Enemy No. 1» (live) | Mustaine, Johnny K | 4:10         |

| №   | Название              | Автор(ы)               | Длительность |
| --- | --------------------- | ---------------------- | ------------ |
| 14. | «Head Crusher» (live) | Mustaine, Shawn Drover | 3:56         |

## Участники записи
- Дэйв Мастейн — гитара, акустическая гитара, вокал
- Крис Бродерик — гитара, акустическая гитара, бэк-вокал
- Дэвид Эллефсон — бас-гитара, бэк-вокал
- Шон Дровер — ударные

## Позиции в чартах
| Чарт (2011)                         | Высшая позиция |
| ----------------------------------- | -------------- |
| Australian Albums Chart             | 13             |
| Belgium Albums Chart                | 83             |
| Hungarian Albums Chart              | 24             |
| Irish Albums Chart                  | 43             |
| Oricon Albums Chart (Japan)         | 11             |
| Oricon International Albums (Japan) | 4              |
| Netherlands Albums Chart            | 42             |
| New Zealand Albums Chart            | 13             |
| Norwegian Albums Chart              | 32             |
| Polish Albums Chart                 | 26             |
| UK Albums Chart                     | 34             |
| US Billboard 200                    | 11             |